# Rattus hoffmanni
Il ratto sulawesiano di Hoffmann (Rattus hoffmanni  Matschie, 1901) è un roditore della famiglia dei Muridi endemico di Sulawesi.

## Descrizione

### Dimensioni
Roditore di medie dimensioni, con la lunghezza della testa e del corpo tra 167 e 211 mm, la lunghezza della coda tra 155 e 195 mm, la lunghezza del piede tra 36 e 42 mm, la lunghezza delle orecchie tra 21 e 24 mm e un peso fino a 240 g.

### Aspetto
La pelliccia è corta, densa e soffice senza peli più lunghi. Il colore del dorso varia dal marrone chiaro al marrone scuro, con le punte dei singoli peli color ocra, mentre le parti ventrali sono principalmente marroni scure. Sono presenti due anelli nerastri intorno agli occhi. Le orecchie sono grandi e nerastre. Le parti dorsali delle mani e dei piedi sono marroni, con le unghie color crema. Il palmo delle mani e le piante dei piedi sono grigio pallido. La coda è marrone scuro, lunga circa quanto la testa ed il corpo, con circa 9-12 anelli di scaglie per centimetro. Le femmine hanno un paio di mammelle post-ascellari, un paio addominali e due paia inguinali. Il cariotipo è 2n=42 FN=61-62.

## Biologia

### Comportamento
È una specie terricola.

### Alimentazione
Si nutre di frutta, in particolare di specie native di Ficus.

### Riproduzione
Si riproduce in qualsiasi periodo dell'anno. Le femmine danno alla luce 4-5 piccoli alla volta.

## Distribuzione e habitat
Questa specie è diffusa sull'isola di Sulawesi con eccezione delle pendici del Monte Lampobatang, nella penisola sud-occidentale, dove è sostituita dalla specie affine Rattus mollicomulus, e sull'isola di Malenge, nelle Isole Togian.
Vive nelle foreste umide tropicali di pianura e montane fino a 2.200 metri di altitudine. È presente anche in foreste secondarie, in boscaglie e in piantagioni di caffè.

## Tassonomia
Sono state riconosciute 5 sottospecie:
- R.h.hoffmanni: Sulawesi sud-occidentale;
- R.h.biformatus (Sody, 1941): Isole Togian: Malenge;
- R.h.linduensis (Miller & Hollister, 1921): Sulawesi centrale;
- R.h.mengkoka (Tate & Archbold, 1935: Sulawesi sud-orientale;
- R.h.mollicomus (Miller & Hollister, 1921): Sulawesi settentrionale.

## Conservazione
La IUCN Red List, considerato il vasto areale e la popolazione numerosa, classifica R.hoffmanni come specie a rischio minimo (Least Concern).